# Référendum nigérien de 1987
Le référendum nigérien de 1987 a lieu le 16 juin 1987 afin de permettre à la population de se prononcer sur l'adoption de la Charte nationale proposée par la junte militaire menée par le général Seyni Kountché, au pouvoir depuis le coup d’État de 1974. La charte contient notamment la mise en place d'institutions non élues au niveau national et local.
Le projet soumis à référendum reçoit une large majorité des suffrages. Seyni Kountché meurt cependant le 10 novembre 1987, et est remplacé par le général Ali Saibou.

## Résultat
| Choix                     | Votes     | %     |
| ------------------------- | --------- | ----- |
| Pour                      | 3 241 589 | 99,58 |
| Contre                    | 13 734    | 0,42  |
|                           |           |       |
| Votes valides             | 3 255 323 | 99,79 |
| Votes blancs et invalides | 6 991     | 0,21  |
| Total                     | 3 262 314 | 100   |
| Abstention                | 107 686   | 3,17  |
| Inscrits/Participation    | 3 370 000 | 96,83 |